# Balance of Power (Doktrin)
|  | Dieser Artikel oder Abschnitt wurde wegen inhaltlicher Mängel auf der Qualitätssicherungsseite der Redaktion Geschichte eingetragen (dort auch Hinweise zur Abarbeitung dieses Wartungsbausteins). Dies geschieht, um die Qualität der Artikel im Themengebiet Geschichte auf ein akzeptables Niveau zu bringen. Dabei werden Artikel gelöscht, die nicht signifikant verbessert werden können. Bitte hilf mit, die Mängel dieses Artikels zu beseitigen, und beteilige dich bitte an der Diskussion! |

Balance of Power (engl.: Gleichgewicht der Kräfte) bezeichnet ein Grundprinzip der englischen bzw. britischen Außenpolitik seit dem späten Mittelalter bis zum Ende des Zweiten Weltkrieges. Im Wesentlichen bedeutete es, dass Großbritannien eine Vorherrschaft in Festlandeuropa durch nur eine einzige Macht (oder Mächtebündnis) nach Kräften zu verhindern suchte. Drohte eine solche Vormachtstellung, sollte ein Bündnis mit der zweitmächtigsten Nation eingegangen werden, um das Mächtegleichgewicht wiederherzustellen, und sei es durch Krieg. Das britische Empire war demnach nicht selbst Teil des Gleichgewichts, sondern neutralisierte mögliche Rivalen auf dem Kontinent, die seine Weltmachtstellung gefährden könnten.

## Theorie/Doktrin
Die Theorie einer außenpolitischen Balance of Power hat, wie andere Theorien in den internationalen Beziehungen, den Anspruch, diese erklären zu können.

## Beispiele aus der Geschichte Großbritanniens
Beispiele aus der Geschichte Großbritanniens für Versuche, die Balance of Power zu gewährleisten:

### Mittelalter bis frühe Neuzeit
1386: Im Vertrag von Windsor verbünden sich England und Portugal dauerhaft gegen spanische Hegemonialbestrebungen. Mit englischer Hilfe gelingt es Johann von Avis, in der Schlacht von Aljubarrota die Spanier abzuwehren.
1701–1714 und 1740–1748: Im Spanischen und Österreichischen Erbfolgekrieg verbündete sich England bzw. das Vereinigte Königreich jeweils mit Österreich und den Niederlanden, um einen Machtgewinn Frankreichs zu verhindern.
1756–1763: Im Siebenjährigen Krieg drohte Preußen die Annihilation durch ein Mächtebündnis aus Frankreich, Österreich und Russland. In dieser Situation hielt allein Großbritannien zu Preußen (während Österreich sich mit seinem jahrhundertelangen Gegner Frankreich verbündete, "diplomatische Revolution des 18. Jahrhunderts") und unterstützte es mit Geldzahlungen. Die Niederlage Preußens konnte schließlich durch einen überraschenden Thronwechsel in Russland abgewendet werden (Mirakel des Hauses Brandenburg).
Mit als Folge des Aufstiegs Preußens zur Großmacht unter Friedrich dem Großen entstand, besonders nach dem Wiener Kongress von 1815, eine Pentarchie, ein ausgleichendes System der Vorherrschaft der fünf Großmächte Großbritannien, Frankreich, Preußen, Österreich und Russland in Europa, das den Kontinent über ein Jahrhundert lang prägen sollte.

### Napoleonische Kriege 1798–1815
Napoleon zeigte sich in dieser Zeit als überlegener Feldherr und Staatsmann und führte Frankreich zeitweilig zur Vorherrschaft in Europa. Nach der Dreikaiserschlacht war Österreich besiegt und Russland neutral. Einzig Großbritannien widersetzte sich noch Frankreich und wurde dafür 1806 mit einer Kontinentalsperre belegt, d. h. niemand durfte mehr mit Großbritannien handeln. Hier realisierte sich für Großbritannien der schlimmste anzunehmende Fall, und die Unabhängigkeit des Königreichs war unmittelbar bedroht, da es sehr stark auf Lebensmittelimporte angewiesen war und Absatzmärkte für seine industriellen Produkte (z. B. Textilien, Maschinen) benötigte.
Dennoch hielt Großbritannien stand und konnte in der Schlacht von Waterloo zusammen mit den Preußen Napoleon endgültig besiegen. Nach dem Sieg war Großbritannien jedoch nicht an einer dauerhaften Schwächung Frankreichs interessiert, sondern eher an einer Wiedereinbindung des Landes in das System der Großmächte, und es beteiligte sich auch nicht an der Heiligen Allianz zwischen Österreich, Preußen und Russland.

### Deutsch-Französischer Krieg 1870/71
Im Deutsch-Französischen Krieg blieb Großbritannien neutral, ebenso wie Russland und Österreich-Ungarn, was wohl in verschiedenen Faktoren begründet liegt:
- Preußen besaß mit Otto von Bismarck einen diplomatisch geschickten Realpolitiker an der Spitze, der Frankreich isoliert hatte.
- Weiter manövrierte dieser Frankreich in eine Situation, in der die Kriegserklärung von den Franzosen ausging.
- Vor dem Krieg war Frankreich ein Nationalstaat, das deutsche Gebiet aber ein zersplittertes Gefüge unabhängiger Staaten mit Österreich-Ungarn und Preußen als den mächtigsten Teilen. In einem rein preußisch-französischen Krieg wären die Karten relativ gleichmäßig verteilt gewesen. Ein machtpolitisches Eingreifen im Sinne der Balance of Power wurde in London offensichtlich als nicht notwendig gesehen. Vielleicht erwartete man auch ein Eingreifen Österreich-Ungarns zugunsten der Franzosen als Revanche für den Österreichisch-Preußischen Krieg von 1866.
- Frankreich und Großbritannien waren Wettbewerber in den Kolonien, Preußen beteiligte sich hieran zu dieser Zeit nicht.
- Die Vereinigung zum Deutschen Reich geschah erst im Zuge bzw. nach dem Krieg.

### Erster Weltkrieg
Nach dem Deutsch-Französischen Krieg wurde das Deutsche Reich unter preußischer Führung zur dominierenden Macht in Kontinentaleuropa und blieb es bis zum Ausbruch des Ersten Weltkrieges. Nach einigen diplomatischen und strategischen Ungeschicklichkeiten seitens des Deutschen Reiches wie dem Flottenwettrüsten und der Gründung eigener Kolonien verfolgte Großbritannien wieder seine traditionelle Politik der Balance of Power, gab seine Neutralität (splendid isolation) auf und verband sich mit dem inzwischen schwächeren Frankreich 1904 in der Entente Cordiale, wodurch das Deutsche Kaiserreich, das unter Wilhelm II. nach Weltgeltung und einem "Platz an der Sonne", also Kolonien in Übersee, strebte, plötzlich weitgehend isoliert war.
Im Ersten Weltkrieg schließlich kämpfte die Triple Entente aus Großbritannien, Frankreich und Russland gegen die Mittelmächte Deutschland und Österreich-Ungarn um die Vorherrschaft in Europa und der Welt.

### Zwischenkriegszeit 1921–1935
Nach dem Ersten Weltkrieg und nach dem Inkrafttreten der Pariser Vorortverträge 1920 wurde Frankreich zur einflussreichsten Kontinentalmacht. Paris dominierte den Cordon sanitaire, das Militärbündnis mit Polen, Tschechoslowakei, Rumänien und Jugoslawien. Sowjetrussland, als zweite Großmacht auf dem Kontinent, erlitt 1920 vor Warschau im Polnisch-Sowjetischen Krieg eine Niederlage.
Die britische Auseinandersetzung mit dem noch geschwächten Frankreich beschränkte sich auf die diplomatische Ebene: Keine Beteiligung an der Ruhrbesetzung 1923–1925, mäßigende Zurückhaltung in der Frage deutscher Reparationen (Dawesplan 1924, Youngplan 1929, Einstellung 1932), diplomatisches Eintreten für eine ordnungsgemäße Völkerbundabstimmung im Saargebiet 1935, Abschluss des bilateralen Flottenabkommens mit Deutschland 1935.

### Appeasement und Zweiter Weltkrieg
Nach heimlicher Aufrüstung, einseitiger Remilitarisierung des Rheinlandes durch Deutschland und einem Übergewicht der autoritären Regierungssysteme in Europa als Folge des Spanischen Bürgerkrieges stufte die Whitehall das Deutsche Reich als zukünftige Hegemonialmacht und Bedrohung auf dem Kontinent ein, jedoch betrieben einflussreiche Teile der britischen Politik bis 1939 die Politik des Appeasement: Indem man dem nationalsozialistischen Deutschland seine als legitim betrachteten territorialen Forderungen zugestand, hoffte man, einen neuerlichen Weltkrieg verhindern zu können, auf den das innenpolitisch geschwächte und mit seiner Kolonialpolitik ausgelastete Großbritannien nicht vorbereitet war. Als klassisches Beispiel dieser Politik gilt das Verhalten Neville Chamberlains auf der Münchner Konferenz 1938, als man Hitler völlig ohne Zustimmung der Tschechoslowakei das Sudetenland überließ.
Im Zweiten Weltkrieg stand Großbritannien gemäß seiner Doktrin von Beginn an auf Seiten des innenpolitisch geschwächten Frankreich, dessen rasche Niederlage und Besetzung durch Deutschland man allerdings nicht verhindern konnte. Als am 17. September 1939, knapp zwei Wochen nach Ausbruch des Weltkrieges, sowjetische Streitkräfte die östlichen Teile des verbündeten Polen besetzten (gemäß dem geheimen Zusatzprotokoll des Hitler-Stalin-Paktes), erfolgte daher keine Kriegserklärung an die Sowjetunion. Nach dem Sieg 1945 dominierte die Rote Armee jedoch weite Teile des Kontinents.

### Kalter Krieg nach 1945
Gemäß der Doktrin wandte sich Großbritannien im Kalten Krieg gegen die sowjetische Hegemonie und schloss sich in Reaktion auf den von den Ostblockstaaten 1955 abgeschlossenen Warschauer Pakt der NATO an.
Jedoch hatte sich der außenpolitische Spielraum als Folge der beiden Weltkriege durch den Zerfall des British Empire erheblich verringert. Nach der Suezkrise 1956, die zeigte, dass die europäischen Großmächte Frankreich und Großbritannien nicht mehr alleine handeln konnten, folgte eine enge Koordination mit der US-amerikanischen Außenpolitik.

## Heutige britische Außenpolitik
Großbritannien ist heute nur noch von befreundeten Staaten umgeben. Anstatt der Balance of Power ist heute die Idee einer Special Relationship (engl. für Besondere Beziehung) mit den USA das bestimmende Merkmal der Außenpolitik, das die Unabhängigkeit und Freiheit des Vereinigten Königreichs garantieren soll.
Die Politik Großbritanniens war zumeist zurückhaltend hinsichtlich einer weiteren europäischen Integration (→ EU-Skepsis). Einige Briten sehen in der EU ein Instrument Deutschlands oder Frankreichs, das die Unabhängigkeit Großbritanniens gefährdet. So war Großbritannien während seiner Mitgliedschaft in der Europäischen Union kein Mitglied der Eurozone. Auch steht Großbritannien einer stärkeren militärischen Integration der EU außerhalb der NATO ablehnend gegenüber. Im EU-Mitgliedschaftsreferendum 2016 entschied sich eine Mehrheit der Bevölkerung für den Austritt aus der EU, den „Brexit“.